# Nojewo
Nojewo – wieś w Polsce położona w województwie wielkopolskim, w powiecie szamotulskim, w gminie Pniewy.

## Położenie
Wieś sołecka, położona 20 km na zachód od Szamotuł, przy drodze z Wronek do Pniew i nieczynnej obecnie linii kolejowej z Szamotuł do Międzychodu. We wsi znajdowała się stacja kolejowa, zmieniona na przystanek kolejowy Nojewo. Wieś jest położona na krawędzi dość głębokiej doliny.

## Historia
Miejscowość pierwotnie związana była z Zachodnim Pomorzem oraz Wielkopolską. Ma metrykę średniowieczną i istnieje co najmniej od drugiej połowy XIII wieku. Wymieniona w dokumencie zapisanym po łacinie z 1284 pod nazwą Nogyew oraz błędnie Hogyew, 1386 Noyevo, 1387 Noyewo, 1427 Nogewo, 1428 Nogyewo, 1464 Noyew, 1563 Noiewo.
Na starsze początki tej miejscowości wskazują położone między strumykiem Oszczynica a Jeziorem Kikowskim trzy grodziska wczesnośredniowieczne. Dwa niedatowane stożkowate o obwodzie 125 m i 70 m oraz wysokości 10–12 m i 6 m, oraz trzecie wklęsłe szacowane na VI-X wiek i usytuowane na cyplu piaszczystego wzgórza – pierścieniowate o średnicy 25 m i wysokości do 16 m; mocno zniszczone. Takie usytuowanie grodzisk wskazuje nie tylko na gęste zaludnienie ziem położonych w sąsiedztwie, lecz także na ważną rolę strategiczną tych grodzisk w przeszłości. Być może broniły one dość ważnego szlaku komunikacyjno-handlowego, wiodącego z Poznania do Sierakowa. Archeolodzy znaleźli na ich terenie skarb srebrny oraz ślady osady z XII-XIII wieku.
Najstarszy zachowany zapis z 1284 wystawił książę wielkopolski Przemysł II, który zatwierdził dawne przywileje oraz nadał nowe zwolnienia immunitetowe dla dóbr Tomisława kasztelana poznańskiego, w tym m.in. dla wsi Nojewo zezwalając mu lokować posiadane wsie na nowym prawie niemieckim. W 1463 miejscowość leżała w powiecie poznańskim Korony Królestwa Polskiego. Od 1508 przynależała do parafii Zajączkowo.
Miejscowość była wsią szlachecką należącą do lokalnej szlachty wielkopolskiej z rodu Nojewskich, którzy od nazwy wsi utworzyli swoje odmiejscowe nazwisko, a później także do Przystanowskich, Kunińskich. W 1284 właścicielem był Tomisław z Szamotuł. W latach 1398–1402 odnotowany został kolejny właściciel Mroczek z Zajączkowa. W 1387 kasztelan starogrodzki Mikołaj z Bytynia i z Nakielna pozwany został przez Żydów Muszkę i Jordanową z Poznania za poręczenie długu. W 1402 właścicielem wsi był Jakub z Bytynia wraz z braćmi synami Mikołaja z Bytynia, którzy otrzymali ją jako zastaw za pożyczkę 130 grzywien udzielonej Mroczkowi. Zostali oni pozwani przez kasztelana poznańskiego Mościca ze Stęszewa, któremu Mroczek winien był sumę wyższą niż wynosił zastaw Nojewa.
W pierwszej połowie XV wieku jako właściciela w Nojewie odnotowano Wincentego Więceńca, który od nazwy wsi przyjął odmiejscowe nazwisko Nojewski. W 1437 Wincenty ten wraz ze swoją żoną Małgorzatą sprzedał z zastrzeżeniem prawa odkupu za 100 grzywien Dziersławowi z Rostworowa części młynów Janków Młyn oraz Olszewiec stojący w Kikowie oraz prawo do czynszu rocznego w wysokości 6 grzywien z Nojewa. W 1452 majętności w Nojewie dziedziczą Jan, Wojciech, Dziersław i Marcin synowie zmarłego Wincentego Nojewskiego. Weszli oni w spór sądowy o majętności z Apolonią Błociszewską żoną Stanisława Błociszewskiego. W 1472 bracia Marcin i Wojciech Nojewskich podzielili między siebie wieś Kikowo, a ponadto Wojciech sprzedał Marcinowi połowę siedliska w Nojewie z ogrodem, sadem i stawami rybnymi za 30 grzywien.
W 1437 Bieniak Rozwarowski właściciel majątków w Rozwarowie i Zajączkowie w imieniu swoim oraz ojca Dziersława zapisał parafii w Zajączkowie czynsz roczny w wysokości 6 grzywien z Nojewa. W zamian pleban miał obowiązek utrzymywać wikariusza, który będzie odprawiał 2 razy w tygodniu mszę do Najświętszej Marii Panny, a w poniedziałki i soboty, za zmarłych z rodziny fundatorów
Miejscowość odnotowały historyczne rejestry podatkowe. W 1499 Nojewo nie zapłaciło podatków. W 1508 wieś nie zapłaciła wiardunków wojennych, ponieważ zboża zostały zniszczone przez grad. Odnotowano także w Nojewie młyn zbożowy o jednym kole. W 1510 Nojewo zapłaciło pobór podatkowy od 9 łanów. W 1563 pobrano podatki z Nojewa od 12 łanów, karczmy dorocznej oraz z dwóch młynów dorocznych o jednym kole. W 1464 Nojewo liczyło 11 łanów. W 1577 zapłacili we wsi pobór podatkowy Jan i Wojciech Przystanowscy. W 1580 pobór zapłacili Przystanowscy oraz Dobrogost Kuniński od 12 łanów, 7 zagrodników, pastucha oraz 30 owiec, a także od karczmy, która miała 1/4 łana roli oraz od dwóch młynów zbożowych, każdy o jednym kole.
Wieś szlachecka Nojewo położona była w 1580 roku w powiecie poznańskim województwa poznańskiego w Rzeczypospolitej Obojga Narodów.
W wyniku II rozbioru Polski w 1773, miejscowość przeszła w posiadanie Prus i znalazła się w zaborze pruskim.
W latach 1954–1972 wieś należała i była siedzibą władz gromady Nojewo. W latach 1975–1998 miejscowość administracyjnie należała do województwa poznańskiego.
Okolice Nojewa, o różnorodnym ukształtowaniu terenu, znajdują się w otulinie Sierakowskiego Parku Krajobrazowego, dlatego też są atrakcyjne turystycznie.

## Przyroda
Gniazduje tutaj rzadko spotykane ptactwo między innymi: kania ruda, pustułka, trzmielojad, żuraw.

## Obiekty
W centrum wsi na niewielkim wzniesieniu znajduje się neogotycki kościół parafialny pw. św. Andrzeja Boboli z 1865 r. ze strzelistą wieżą, wpisany do rejestru zabytków. Obok pochodzący z 1945 r. pomnik ku czci 12 ofiar II wojny światowej i hitleryzmu. Nieopodal kościoła zobaczyć można budynek, w którym początkowo mieściła się polska szkoła. Nauka w niej rozpoczęła się 1 kwietnia 1934 roku. Pierwszym jej kierownikiem był Edmund Pawlicki. W Starej Szkole była jedna izba lekcyjna i mieszkanie dla nauczyciela; zajęcia prowadzone były także w Pastorówce (dawnej szkole niemieckiej) oraz w pomieszczeniu dzisiejszej salki katechetycznej przy Plebanii.
W budynku nowej szkoły, tzw. Tysiąclatce, pierwsze lekcje odbyły się w lutym 1964 r. W klasach znajdowały się 22 piece węglowe. W 1985 roku wybudowano drugie skrzydło i zainstalowano centralne ogrzewanie. W 2004 roku została wybudowana przy szkole hala sportowa. Zastosowano rozwiązania techniczne z uwzględnieniem osób niepełnosprawnych. Obecnie w szkole jest 6 klas i oddział przedszkolny.
Przy drodze do Pniew ok. 1980 roku zbudowano hydrofornię. Służy ona do wypompowywania wody z podziemnych źródeł dla wiejskich wodociągów. Jest ona nadal czynna i zaopatruje w wodę wszystkie sąsiednie wsie.
Nieopodal hydroforni znajduje się budynek OSP Nojewo z 1993 roku oraz Sala Wiejska. W niej odbywają się zebrania wiejskie, zabawy taneczne i imprezy okolicznościowe.
Za budynkiem świetlicy znajduje się wiadukt ceglany, jeden z trzech znajdujących się w Nojewie. Zbudowane zostały one wraz z linią kolejową i oddane do użytku w 1908 roku. Dworzec kolejowy w Nojewie został opuszczony przez PKP około 2000 roku, po czym popadł w ruinę. W 2015 roku został zakupiony przez nowego właściciela, który prowadzi remont z przeznaczeniem na Muzeum Historii Linii Kolejowych. Obecnie (2020 r.) budynek dworcowy jest niemal całkowicie wyremontowany, na stacji znajduje się rozwijane wciąż niewielkie muzeum z licznymi eksponatami: umundurowaniem, tablicami informacyjnymi, rozkładami jazdy, starymi biletami, sprzętem kolejarskim itp. Właściciel udrożnił kilka kilometrów linii kolejowej, remontuje zabytkowy tabor (kilka wagonów towarowych i osobowych), oprowadza po eksponatach oraz prowadzi na zamówienie przejazdy drezyną spalinową i ręczną. Zwiedzić można wieżę ciśnień z 1907 roku i wyposażenie dawnej nastawni. Do kupienia są różne pamiątki z historii kolejnictwa.
Przez miejscowość przebiega szlak żółty z Ostroroga do Sierakowa.

## Galeria

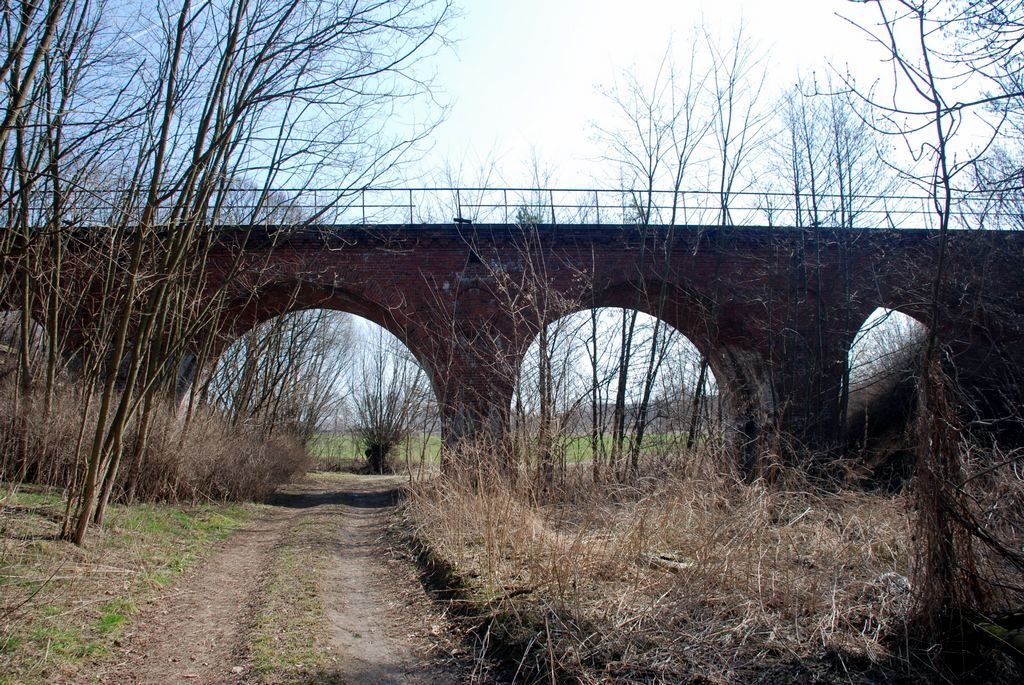
Wiadukt z początku XX w.
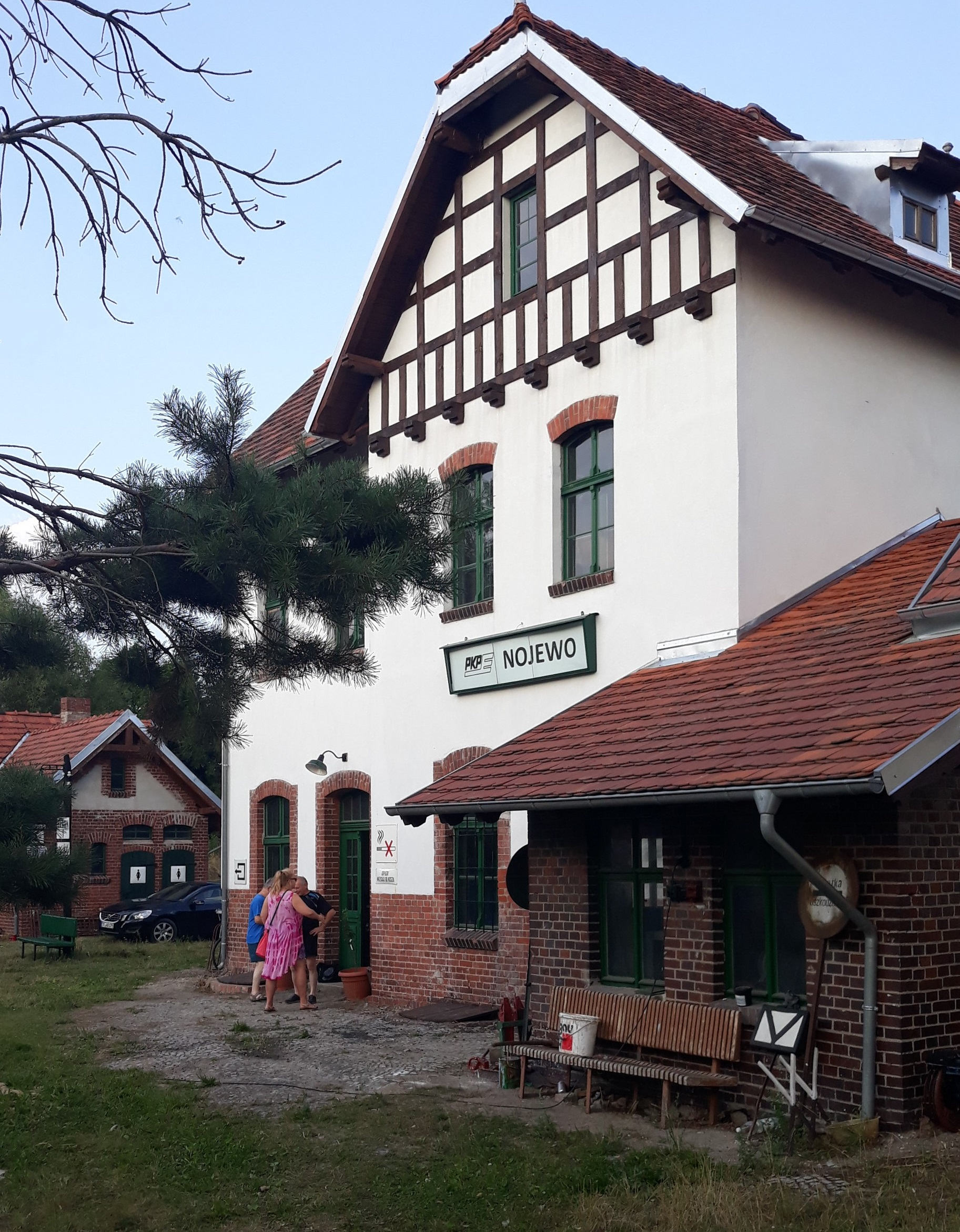
Stacja kolejowa
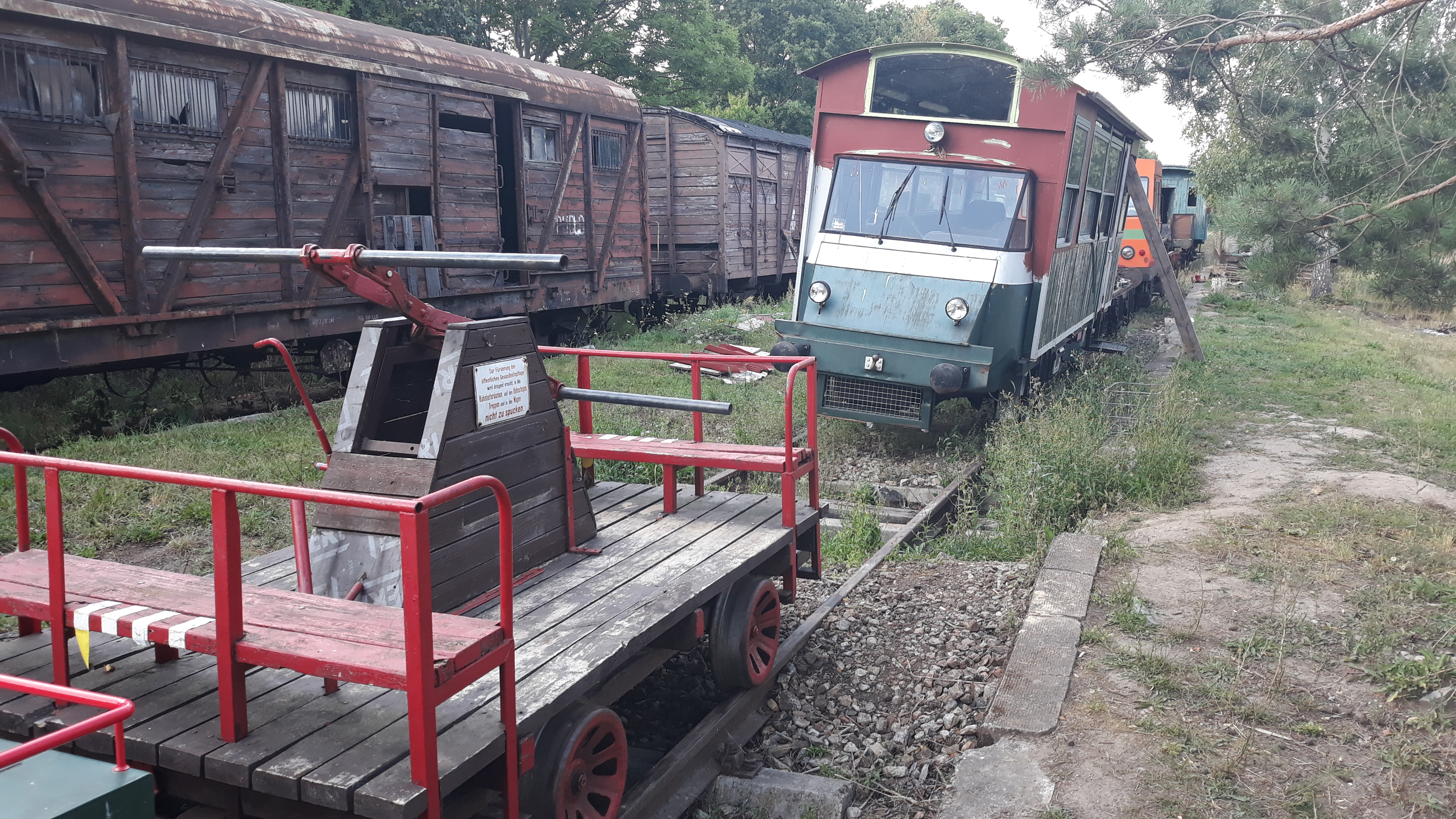
Stary tabor kolejowy
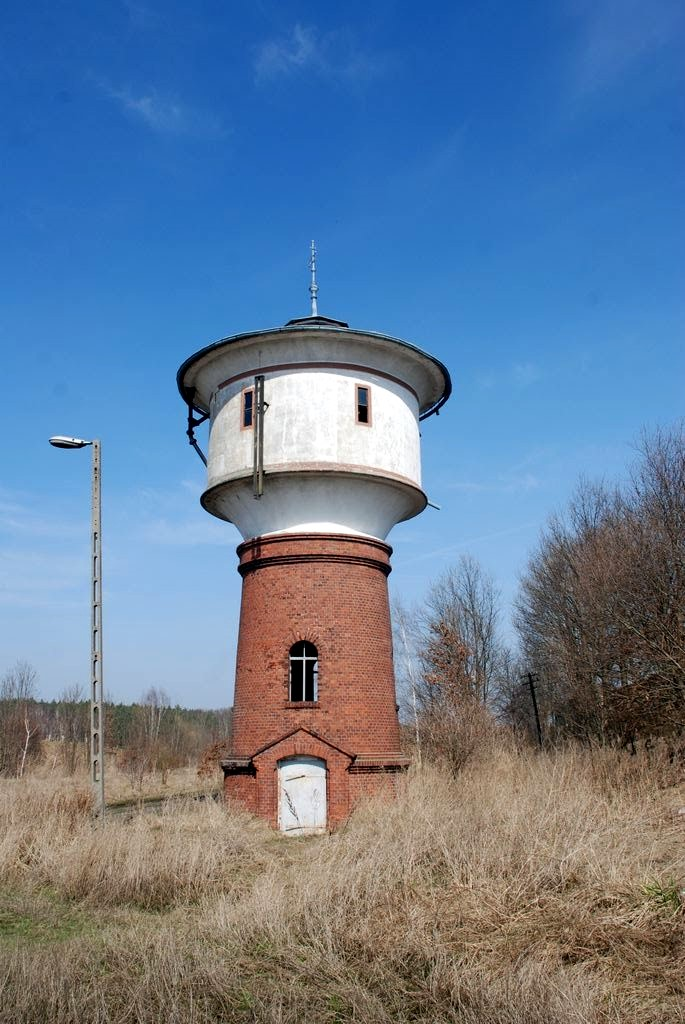
Wieża ciśnień
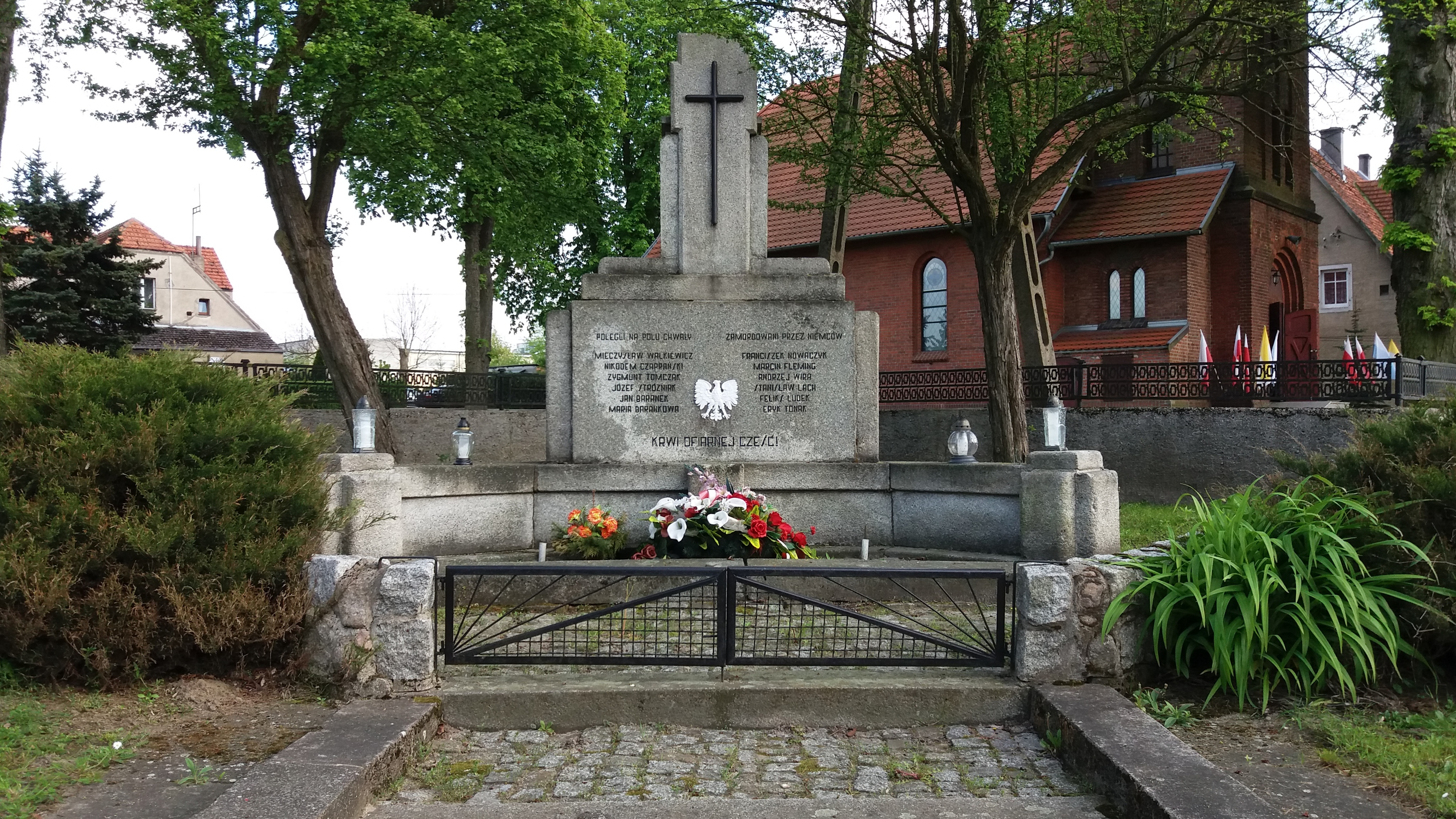
Pomnik ofiar hitleryzmu
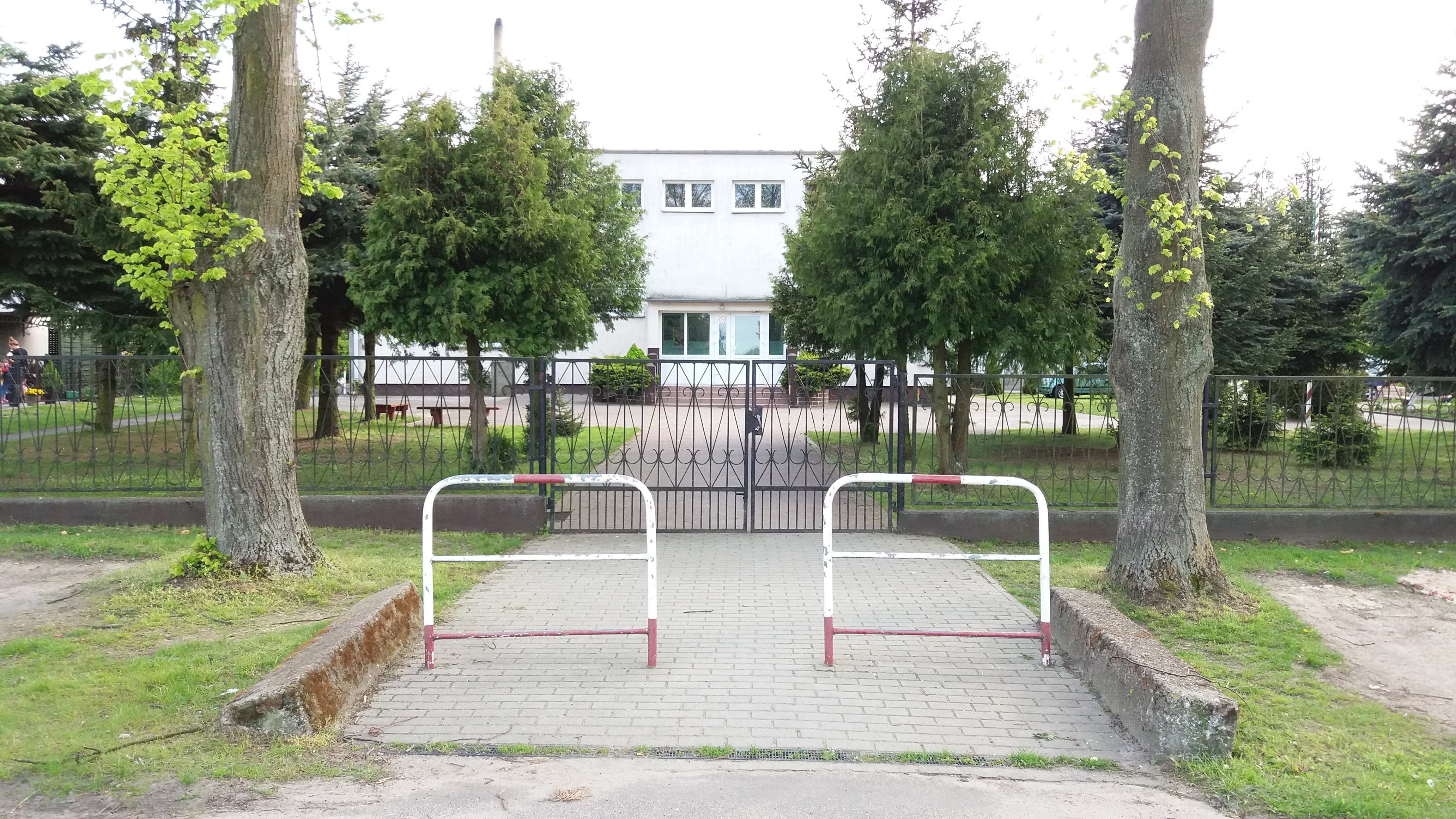
Szkoła Podstawowa